# 野呂勝景
野呂 勝景（のろ かつかげ、生没年不詳）は安土桃山時代・江戸時代の武将。通称、一之丞、久太夫。
野呂正景の三男。母は北畠具教の娘。子に野呂宗景がいる。
徳川家康に仕え、四十貫文の地を与えられ、三宅重安の麾下に属した。
後に、母が老衰のため、孝養のため出仕を辞して小田原に閑居する。